# Leonardo davincii
Leonardo davincii is een vlinder uit de familie grasmotten (Crambidae). De wetenschappelijke naam van deze soort is voor het eerst geldig gepubliceerd in 1965 door Stanisław Błeszyński.
L. davincii is de typesoort van het geslacht Leonardo. De naam is bedoeld als eerbetoon aan Leonardo da Vinci. De soort werd ontdekt in Ad-Damir, Soedan.